# Anita Alvarez
Pour les articles homonymes, voir Alvarez.
Anita Alvarez (née le 2 décembre 1996) est une nageuse artistique et synchronisée américaine. Originaire de Buffalo dans l'État de New York, elle commence sa carrière sportive professionnelle en natation synchronisée après avoir obtenu son diplôme d'études secondaires en 2014.

## Biographie
À l'âge de 14 ans, Anita Alvarez participe aux essais de l'équipe olympique américaine.
En 2022, victime d'un malaise lors d'une performance en solo, elle n'est pas retenue pour la compétition par équipes aux Championnats du monde de Budapest. Le sauvetage effectué par son entraîneuse Andrea Fuentes, est capturé grâce à un robot de l'AFP positionné au fond de la piscine. Les images montrant Anita Alvarez inanimée par trois mètres de fond, puis Andrea Fuentes la rejoignant et enfin la hissant à la surface, sont reprises par une multitude de médias à travers le monde.
En 2023, elle remporte une médaille de bronze par équipe technique mixte et une médaille d'argent en routine acrobatique mixte lors du championnat du monde à Fukuoka.
En 2024, elle remporte deux médailles de bronze dans les mêmes catégories. Elle est sélectionnée pour participer au Jeux olympiques d'été 2024.

## Palmarès sportif

### Championnats du monde

#### Championnats du monde 2024 à Doha
- Routine acrobatique mixte
- Équipes libre mixte

#### Championnats du monde 2023 à Fukuoka
- Routine acrobatique mixte

- Équipes technique mixte[4]